# Jiří Panyr
Jiří Panyr (* 4. Juli 1942 in Prag; † 3. November 2010 in München) war ein deutscher Mathematiker und Informationswissenschaftler.
Panyr, tschechisch auch Panýr, arbeitete von 1969 bis zu seiner Pensionierung bei Siemens in München. 1985 promovierte er an der Universität des Saarlandes. Die Dissertation Automatische Klassifikation und Information Retrieval – Anwendung und Entwicklung komplexer Verfahren in Information-Retrieval-Systemen und ihre Evaluierung gilt inzwischen als Standardwerk. 2003 wurde er an der Universität des Saarlandes zum Honorarprofessor für Empirische Humanwissenschaften ernannt.

## Veröffentlichungen
- Automatische Klassifikation und Information Retrieval. Dissertation. Max Niemeyer Verlag, Tübingen 1986.
- Wissen und ein Ansatz zu seiner Taxonomie im Bereich der Künstlichen Intelligenz. In: Studien zur Klassifikation. Band 17 (SK 17), Indeks Verlag, Frankfurt/Main 1986, S. 15–34.
- Vektorraummodell und Clusteranalyse in Information-Retrieval-Systemen. In: Nachrichten für Dokumentation. Band 38, 1987, S. 13–20
- Thesaurus und wissensbasierte Systeme – Thesauri und Wissensbasen. In: Nachrichten für Dokumentation. Band 39, 1988, S. 209–215.
- Information-Retrieval-Methoden in regelbasierten Expertensystemen. In: J. Herget, R. Kuhlen (Hrsg.): Pragmatische Aspekte beim Entwurf und Betrieb von Informationssystemen. (= Konstanzer Schriften zur Informationswissenschaft, Band 1). Universitätsverlag, Konstanz 1990, S. 204–218
- Frames, Thesauri und automatische Klassifikation (Clusteranalyse). In: R. Kuhlen (Hrsg.): Experimentelles und praktisches Information Retrieval – Festschrift für Gerhard Lustig. Universitätsverlag, Konstanz 1992, S. 277–295.
- mit Werner Zucker: Informations- und Wissensmanagement durch strukturierte Dokumente. In: Harald H. Zimmermann, Volker Schramm (Hrsg.): Knowledge Management und Kommunikationssysteme, Workflow Management, Multimedia, Knowledge Transfer – Proceedings des 6. Internationalen Symposiums für Informationswissenschaft (ISI '98), Prag 3.-7. November 1998. (= Schriften zur Informationswissenschaft, Band 34), Hochschulverband für Informationswissenschaft, 1998, S. 235–252
- Thesauri, semantische Netze, Frames, Topic Maps, Taxonomien, Ontologien – begriffliche Verwirrung oder konzeptionelle Vielfalt? In: Ilse Harms, Heinz-Dirk Luckhardt, Hans W. Giessen (Hrsg.): Information und Sprache. Beiträge zu Informationswissenschaft, Computerlinguistik, Bibliothekswesen und verwandten Fächern. Festschrift für Harald H. Zimmermann. K. G. Saur, München 2006, S. 139–152